# HD 191939
HD 191939 är en ensam stjärna belägen i den mellersta delen av stjärnbilden Draken. Den har en skenbar magnitud av ca 8,97 och kräver åtminstone en stark handkikare eller ett mindre teleskop för att kunna observeras. Baserat på parallaxmätning inom Hipparcosuppdraget på ca 18,6 mas, beräknas den befinna sig på ett avstånd på ca 175 ljusår (ca 54 parsek) från solen. Den rör sig bort från solen med en heliocentrisk radialhastighet på ca 9 km/s.

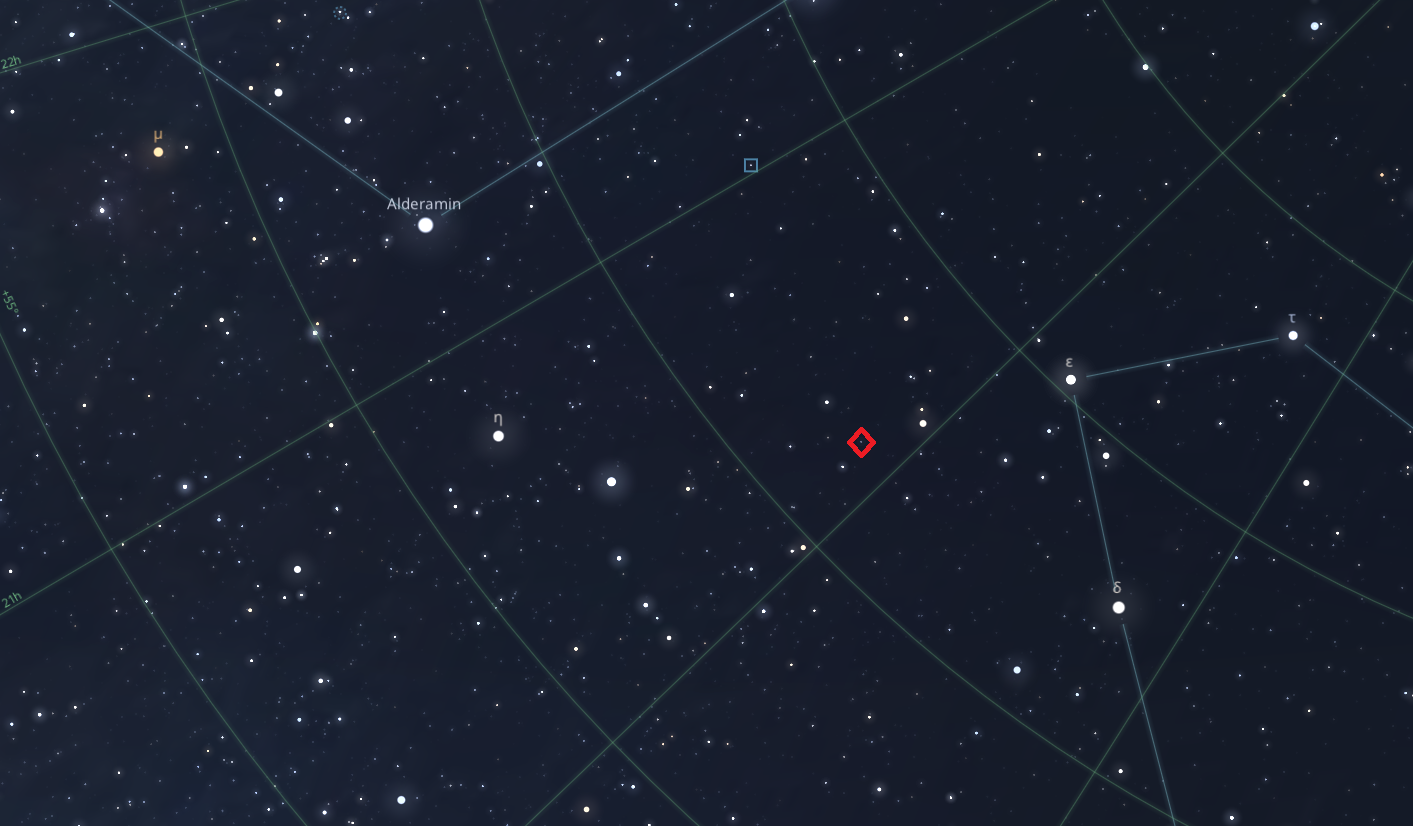
Position på natthimlen av HD 191393, som är markerad med röd prick.

## Egenskaper
HD 191939 är en gul till vit stjärna i huvudserien av spektralklass G0 V eller G8 V Den har en massa som är ca 0,9 solmassor, radie som är ca 0,95 solradier och har ca 65 procent av solens utstrålning av energi från dess fotosfär vid en effektiv temperatur på ca 5 400 K.
HD 191939 är en solliknande stjärna i huvudserien, troligen äldre än solen och relativt utarmad på metaller.

## Planetsystem
År 2020 bekräftade en analys av astronomer under ledning av astronomen Mariona Badenas-Augusti från TESS-projektet förekomsten av tre gasjättar, alla mindre än planeten Neptunus, i omloppsbana kring HD 191939.